# Юн Фоссе
Юн Фоссе (норв. Jon Fosse; 29 вересня 1959, Геуґесунн, Норвегія) — норвезький письменник та драматург. Нині мешкає в місті Берген. Пише новонорвезькою мовою (норв. nynorsk). Лавреат Нобелівської премії з літератури 2023 року.

## Життєпис
Народився 29 вересня 1959 року у м. Геугесунн. Як письменник дебютував 1983 року, романом «Червоне, чорне». Його перша п'єса «І не розстанемось ми ніколи» вийшла друком 1994 року. У період між 1987 та 1993 роками викладав в Академії літератури (Skrivekunstakademiet) в Гордаланні, з 1994 редактор журналу «Бек» («Книга»).
Фоссе пише романи, новели, вірші, книжки для дітей, а також есе і п'єси, а його твори перекладено на понад 40 мов. Постановки його п'єс здійснюють у багатьох країнах світу, зокрема в Німеччині, Франції, США та Японії. Фоссе вважають одним із представників постмодернізму в норвезькій літературі. У своїх творах Фоссе застосовує своєрідну техніку, яку сам називає «писання» (англ. writing), в якій на першому плані виступає ритм, якого автор досягає через повтори.
Юн — мінімаліст: у творах часто повторюється кілька однакових реплік, а словниковий запас кожного твору цілком скромний. Дія описується не від автора, а через репліки та уривки слів головних героїв.
2023 отримав Нобелівську премію з літератури «за новаторські п'єси та прозу, які висловлюють невимовне». Театральні вистави за п'єсами Фоссе на сценах українських театрах, станом на жовтень 2023 року, відсутні.

## Твори

### Драми
- 1994 — І не розстанемось ми ніколи (Og aldri skal vi skiljast)
- 1995 — Ім'я (Namnet) — премія ім. Ібсена (1998), премія ім. Нестроя (Nestroy-Preis) (2000)
- 1996 — ??? (Nokon kjem til å komme)
- 1996 — Дитина (Barnet)
- 1997 — Мати й дитина (Mor og barn)
- 1997 — Син (Sonen)
- 1997 — Ніч співає свої пісні (Natta syng sine songar)
- 1999 — Літній день (Ein sommars dag)
- 1999 — Гітарист (Gitarmannen)
- 1999 — Осіння мрія (Draum om hausten)

- 2000 — Відвідини (Besøk)
- 2000 — Зима (Vinter)
- 2001 — ??? (Vakkert)
- 2001 — ??? (Dødsvariasjonar)

- 2003 — ??? (Lilla)
- 2005 — Сон (Svevn)
- 2006 — ??? (Rambuku)
- 2006 — ??? (Skuggar)

### Романи
- 1983 — Червоне, чорне (Raudt, svart)
- 1995/1996 — Меланхолія (Melancholia I & II) — премія Мельсома
- 2000 — Ранок та вечір (Morgon og kveld)
- 2003 — ??? (Det er Ales)

### Переклади українською
- Ранок та вечір // Всесвіт. — 2007. — № 5-6 (з норвезької переклала Ірина Сабор).

## Премії та нагороди
- 1996 — Премія ім. Ібсена за п'єсу «Ім'я»
- 2001 — Премія Міністерства культури Норвегії в галузі дитячої літератури за книгу «Сестра»
- 2001 — Премія Мельсома за популяризацію новонорвезької мови у творі «Ранок та вечір»
- 2002 — Скандинавська театральна премія
- 2002 — звання Найкращий закордонний драматург Teater heute
- 2003 — Почесна премія Норвезької культурної ради
- 2005 — Орден Святого Олафа
- 2007 — Премія Шведської академії
- 2023 — Нобелівська премія з літератури